# إميليو ألافا
إميليو ألافا (بالإسبانية: Emilio de Álava y Sautu)‏ هو لاعب رماية إسباني، ولد في 5 مايو 1889 في فيتوريا-غاستيز في إسبانيا، وتوفي بنفس المكان في 18 أبريل 1974.

## وصلات خارجية
- إميليو ألافا على موقع إحصائيات الدراجات الإحترافية (الإنجليزية)
- إميليو ألافا على موقع أوليمبيديا (الإنجليزية)